# Чернуско Ломбардоне
Чернуско Ломбардоне (итал. Cernusco Lombardone) је насеље у Италији у округу Леко, региону Ломбардија.
Према процени из 2011. у насељу је живело 3789 становника. Насеље се налази на надморској висини од 265 м.

## Становништво
Према резултатима пописа становништва 2011. у општини је живело 3.851 становника.
| 1936. | 1951. | 1961. | 1971. | 1981. | 1991. | 2001. | 2011. |
| ----- | ----- | ----- | ----- | ----- | ----- | ----- | ----- |
| 2.178 | 2.518 | 2.677 | 2.818 | 3.214 | 3.331 | 3.540 | 3.851 |